# Wapen van Snelrewaard

Wapen van Snelrewaard

Het wapen van Snelrewaard werd op 19 november 1857 verleend door de minister van Binnenlandse Zaken aan de Utrechtse gemeente Snelrewaard. Per 1989 ging Snelrewaard op in de gemeente Oudewater. Het wapen van Snelrewaard is daardoor definitief komen te vervallen als gemeentewapen.

## Blazoenering
De blazoenering van het wapen luidde als volgt:
Parti; liet eerste deel van sinopel met eene golvende fasce van zilver; het tweede van zilver met eene bande van keel.
De heraldische kleuren zijn sinopel (groen), zilver (wit) en keel (rood). 

## Verklaring
Het heraldisch linkerdeel van het wapen stelt de geografische ligging aan de Hollandse IJssel voor. Het heraldisch rechterdeel is het wapen van Linschoten waarbij de kleuren zijn omgewisseld. De gemeente Snelrewaard was voor openbare voorzieningen aangewezen op buurgemeenten Linschoten en Oudewater.

## Verwante wapens

Wapen van Linschoten